# Urethan
Urethan, còn gọi là Êtyl cacbamat là một hợp chất lần đầu tiên được con người điều chế ra vào thế kỷ 19. Về mặt cấu trúc, nó là một este của axít cacbamat. Urethan tự nó là (NH2-COOC2H5) và không phải là thành phần tạo ra các polyurethan (PU).

## Tổng hợp
Este êtyl này là một chất kết tinh màu trắng được tạo ra nhờ phản ứng của amonia với êtyl cacbonat hay bằng cách đốt nóng urê nitrat và rượu êtylic (Merck 1989).   Các cacbamat khác, bao gồm mêtyl cacbamat (urêthylan, điểm nóng chảy 52-54 °C) (HSDB 2006b), butyl cacbamat (HSDB 2006c) và phênyl cacbamat (điểm nóng chảy 149-152 °C) (Dean 1985), cũng có thể điều chế từ cloroformat tương ứng và amonia.

## Tính chất
Các este này là các chất rắn kết tinh màu trắng ở nhiệt độ phòng. Ngoại trừ phênyl cacbamat, chúng thăng hoa ở nhiệt độ vừa phải; mêtyl cacbamat thăng hoa ở nhiệt độ phòng. Hai chất đầu và urethan hòa tan tốt trong nước, benzen và ête (HSBD 2006a,b,c).

## Sử dụng
Trong quá khứ urethan được sản xuất ở quy mô thương mại tại Hoa Kỳ trong hơn 30 năm. Nó được sử dụng như là một tác nhân chống ung thư và trong các mục đích y tế khác. Tuy nhiên, hiện nay theo quy định của Cơ quan Kiểm soát Thực phẩm và Thuốc Hoa Kỳ (FDA) thì urethan đã bị loại ra khỏi việc sử dụng trong dược phẩm. Trước đây, các chất liên kết chéo cho permanent press textile treatments đã được tổng hợp từ urethan (NTP 2005). Mặc dù các báo cáo cho USEPA về TRI (Báo cáo phóng thích các chất độc hại) chỉ ra rằng trên 100.000 pao urethan (khoảng 45.400 kg) đã được sử dụng vào năm 2004 (USEPA 2006). Một lượng nhỏ của este này cũng được dùng trong các phòng thí nghiệm như là chất gây mê động vật (VCU 2006). Các cacbamat khác (mêtyl, butyl và phênyl) chỉ được sử dụng một liều nhỏ trong phòng thí nghiệm với các mục đích nghiên cứu.

## Trong đồ uống và thực phẩm
Sau khi nghiên cứu năm 1984 chỉ ra rằng các loại đồ uống chứa cồn khác nhau có chứa một lượng nhỏ (15 ppb tới 12 ppm) urethan (Segal 1988). Các nghiên cứu sau đó cũng chỉ ra rằng các loại lương thực, thực phẩm khác được sản xuất bằng cách lên men cũng chứa một lượng nhỏ urethan. Ví dụ, bánh mỳ chứa khoảng 2 ppb (Haddon và những người khác 1994), trong khi một số mẫu nước tương chứa tới 20 ppb (Matsudo và những người khác, 1993). Người ta cũng chỉ ra rằng urethan được tạo ra từ phản ứng của rượu(êtanol) với urê.
Phản ứng này nhanh hơn khi nhiệt độ tăng cao và vì thế, các nồng độ lớn hơn của urethan được tìm thấy trong các đồ uống bị xử lý nóng trong công nghệ, chẳng hạn các loại rượu vang, rượu branđi hoa quả và whisky. Urê trong rượu vang được tạo ra do sự phân hủy arginin hay citrullin bởi men hay các vi sinh vật khác. Mặc dù quá trình này không thể loại bỏ hẳn, nhưng có thể giảm thiểu nhờ kiểm soát quá trình lên men các loại nho, giảm thiểu phơi nhiễm nhiệt và các phản ứng khác (Butzke & Bisson 1997). Dấu vết của mêtyl cacbamat cũng tìm thấy trong rượu vang. Năm 1988, các nhà sản xuất rượu vang và các đồ uống chứa cồn khác đã đồng ý kiểm soát mức urethan trong rượu vang xuống dưới 15 ppb, và trong các loại rượu mạnh là thấp hơn 125 ppb (Segal 1988). Các quốc gia khác cũng ra giới hạn về nồng độ urethan trong đồ uống chứa cồn (xem bài viết tiếng Đức: Urethan).

## Các nguy hiểm
Urethan không phải là chất độc cấp tính đối với con người, như được thể hiện trong việc sử dụng nó trong y tế. Các nghiên cứu về độ độc cấp tính chỉ ra rằng liều thấp nhất có thể gây tử vong ở chuột cống, chuột nhắt và thỏ tương đương với 1,2 gam/kg hoặc nhiều hơn. Khi urethan còn được sử dụng trong y tế, khoảng 50 % bệnh nhân có các triệu chứng buồn nôn và nôn mửa, còn việc sử dụng lâu dài dẫn tới xuất huyết hệ tiêu hóa (USEPA 1979). Hợp chất này gần như không có mùi và có vị đắng, mặn và lạnh (HSDB 2006a).
Các nghiên cứu với chuột cống, chuột nhắt và chuột đồng đã chỉ ra rằng urethan sẽ gây ra ung thư khi nó được cấp theo đường miệng, tiêm hay dùng dưới da, nhưng không có nghiên cứu một cách đầy đủ về ung thư do urethan gây ra ở người (IARC,1974). IARC cũng thông báo rằng urethan có thể "tiên liệu trước một cách hợp lý là chất gây ung thư ở người, dựa trên chứng cứ đầy đủ về khả năng gây ung thư ở các động vật thí nghiệm". (NTP 2005). Sự đánh giá này đã dẫn tới các quy định sau của Hoa Kỳ:
- NESHAP: Liệt kê như là chất gây ô nhiễm không khí nguy hiểm (HAP) trong Sắc luật về đối phó, đền bù và trách nhiệm môi trường toàn diện, số lượng phải báo cáo (RQ) là 100 lb (45,4 kg)
- Sắc luật quyền được biết của cộng đồng và kế hoạch khẩn cấp (EPA): Báo cáo phóng thích các chất độc hại của EPA
- Chất bị liệt kê theo các yêu cầu báo cáo RCRA. Chất thải độc hại được liệt kê trong danh sách của RCRA - U238